# 엘로이즈 멈퍼드
엘로이즈 멈퍼드(Eloise Mumford, 1986년 9월 24일 ~ )는 미국의 배우이다.

## 출연 작품
- 50가지 그림자: 심연